# Cyphon perplexus
Cyphon perplexus är en skalbaggsart som beskrevs av Willis Blatchley 1914. Cyphon perplexus ingår i släktet Cyphon och familjen mjukbaggar. Inga underarter finns listade i Catalogue of Life.